# 富士橋 (富士川)

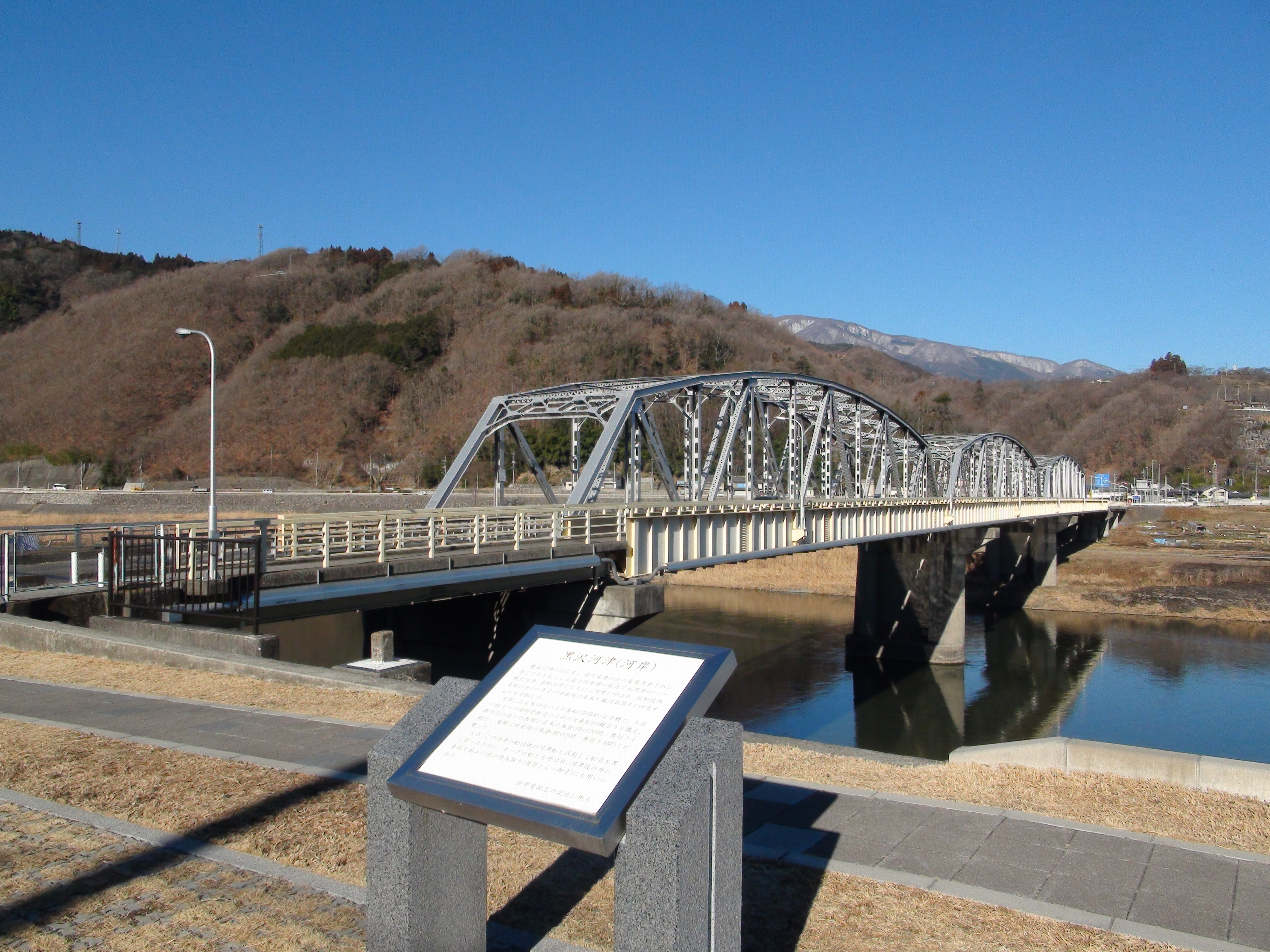
（旧）富士橋（2013年1月29日撮影）東詰より撮影。手前の碑は当地にあった鰍沢河岸の記念碑。

富士橋（ふじばし）は、山梨県南巨摩郡富士川町の明神町と駅前通を結ぶ富士川に架かる山梨県道4号市川三郷富士川線の橋である。

## 概要
- 活荷重 - B活荷重
- 路線名 - 県道市川三郷富士川線
- 形式 - 鋼4径間連続箱桁橋
- 橋長 - 304.0 m
  - 支間割 - (69.1 m + 97.0 m + 63.0 m +70.7 m)
- 幅員
  - 車道 - 7.50 m
  - 歩道 - 片側2.50 m
- 床版 - 鋼床版
- 総鋼重 - 443 t
- 施工 - 三井[注釈 1]・楢崎[注釈 2]・横河NS[注釈 3]特定建設工事共同企業体（A1 - P1）、横河[注釈 4]・高田[注釈 5]特定建設工事共同企業体（P1 - A2）
- 工法 - トラッククレーン・ベント工法（A1 - P1）、手延べ送り出し工法（P1 - A2）
- 事業主体 - 山梨県峡南建設事務所

1927年（昭和2年）、西八代郡豊和村（現・市川三郷町）に身延線鰍沢口駅が開業すると南巨摩郡鰍沢町（現・富士川町）の住民は黒沢の渡し等の渡し船を利用して鰍沢口駅を利用していた。しかし渡し船では自動車での往来ができず、また豪雨などにより川が増水した時は往来できなかったことから架橋に踏み切り、 1950年（昭和25年）に橋長270 m、橋巾5.5 mのトラス橋（一部桁橋）が架橋された。架橋後は鰍沢町のみでなく北隣の南巨摩郡増穂町（現・富士川町）の住人も富士橋を渡って鰍沢口駅を利用していた。その後1976年（昭和51年）に三郡西橋が、1997年（平成9年）に富士川大橋が開通したため増穂町の住人はそれらを使って市川大門駅を利用するようになったが、鰍沢町の住人は現在でも富士橋を渡って鰍沢口駅を利用している。
現在の橋が竣工してから70年が経過し、道幅も狭いことから2016年（平成28年）より新橋の建設に着手。2023年（平成28年）8月に橋長304 m、幅員8 mの桁橋が完成し、供用が開始されている。